# Отдел радиофизики геокосмоса
Отдел Радиофизики Геокосмоса является одним из ведущих отделов Радиоастрономического института Национальной академии наук Украины.

## История
Отдел Радиофизики Геокосмоса образован в 1993 году. В отделе работает 1 член-корреспондент, 1 доктор, 7 кандидатов наук, 7 инженеров и 1 аспирант. Экспериментальные исследования с участием сотрудников отдела проводятся на многих ионосферных обсерваториях на Украине, Арктике, Антарктиде, на Аляске, в Европе и США. Непрерывные наблюдения вариаций метеорологических, магнитных, ионосферных параметров и потоков галактических космических лучей ведутся на Низкочастотной обсерватории РИ НАН в с. Мартовая.

## Основные научные направления
- Разработка новых радиофизических и радиоастрономических методов дистанционного зондирования геокосмоса, его газо-плазменных и полевых характеристик.
- Исследование ионосферы и магнитосферы Земли в высоких и средних широтах.
- Исследование природных глобальных резонансных систем в околоземном пространстве.
- Разработка спутниковых систем диагностики ионосферной плазмы.
- Исследования спорадического коротковолнового излучения Юпитера.
- Разработка теоретических моделей распространения радиоволн в геокосмосе.